# Min önskejul
Min önskejul – drugi album studyjny szwedzkiej piosenkarki Sanny Nielsen, wydany w 1997 roku przez wytwórnię Gazell Music.
Płyta składa się z kompozycji o charakterze świątecznym, w tym zarówno z autorskich nagrań jak i coverów popularnych świątecznych utworów. 19 listopada 2001 ukazała się reedycja wydawnictwa.
Album promował singel „Där bor en sång”.

## Lista utworów

### Standardowa (1997)
Opracowano na podstawie materiałów źródłowych.
1. „Min önskejul” – 3:06
2. „Jag har tänt ett juleljus” – 3:07
3. „Tindra stjärna i juletid” – 3:13
4. „Gläns över sjö och strand” – 3:13
5. „Hör hur den klingar” – 3:13
6. „Julpotpurri” („Hej, mitt vinterland”, „Jag såg mamma kyssa tomten”, „Bjällerklang”) – 3:37
7. „Där bor en sång” – 3:11
8. „Jul vid den heliges port” – 3:05
9. „Juletid, juletid” – 3:17
10. „Jag bor på en stjärna (Pomp and Circumstance)” – 2:55
11. „Då är det jul (Jag är en gäst och främling)” – 3:20
12. „Stilla natt” – 3:15
13. „Låt mej få tända ett ljus” – 1:37

Całkowita długość: 40:09

### Reedycja (2001)
Opracowano na podstawie materiałów źródłowych.
1. „O helga natt” – 5:00
2. „Jag bor på en stjärna (Pomp and Circumstance)” – 2:55
3. „Min önskejul” – 3:06
4. „Jul vid den heliges port” – 3:05
5. „Jag har tänt ett juleljus” – 3:07
6. „Juletid, juletid” – 3:17
7. „Julpotpurri” („Hej, mitt vinterland”, „Jag såg mamma kyssa tomten”, „Bjällerklang”) – 3:37
8. „Gläns över sjö och strand” – 3:13
9. „Tindra stjärna i juletid” – 3:13
10. „Då är det jul” – 3:20
11. „Ave Maria” – 2:40
12. „Hör hur den klingar” – 3:13
13. „Tusen ljus” – 2:58
14. „Stilla natt” – 3:15
15. „Där bor en sång” – 3:11
16. „Låt mig få tända ett ljus” – 1:37

Całkowita długość: 50:47